# Eira barbara
Eira barbara là một loài động vật có vú trong họ Chồn, bộ Ăn thịt. Loài này được Linnaeus mô tả năm 1758.

## Hình ảnh

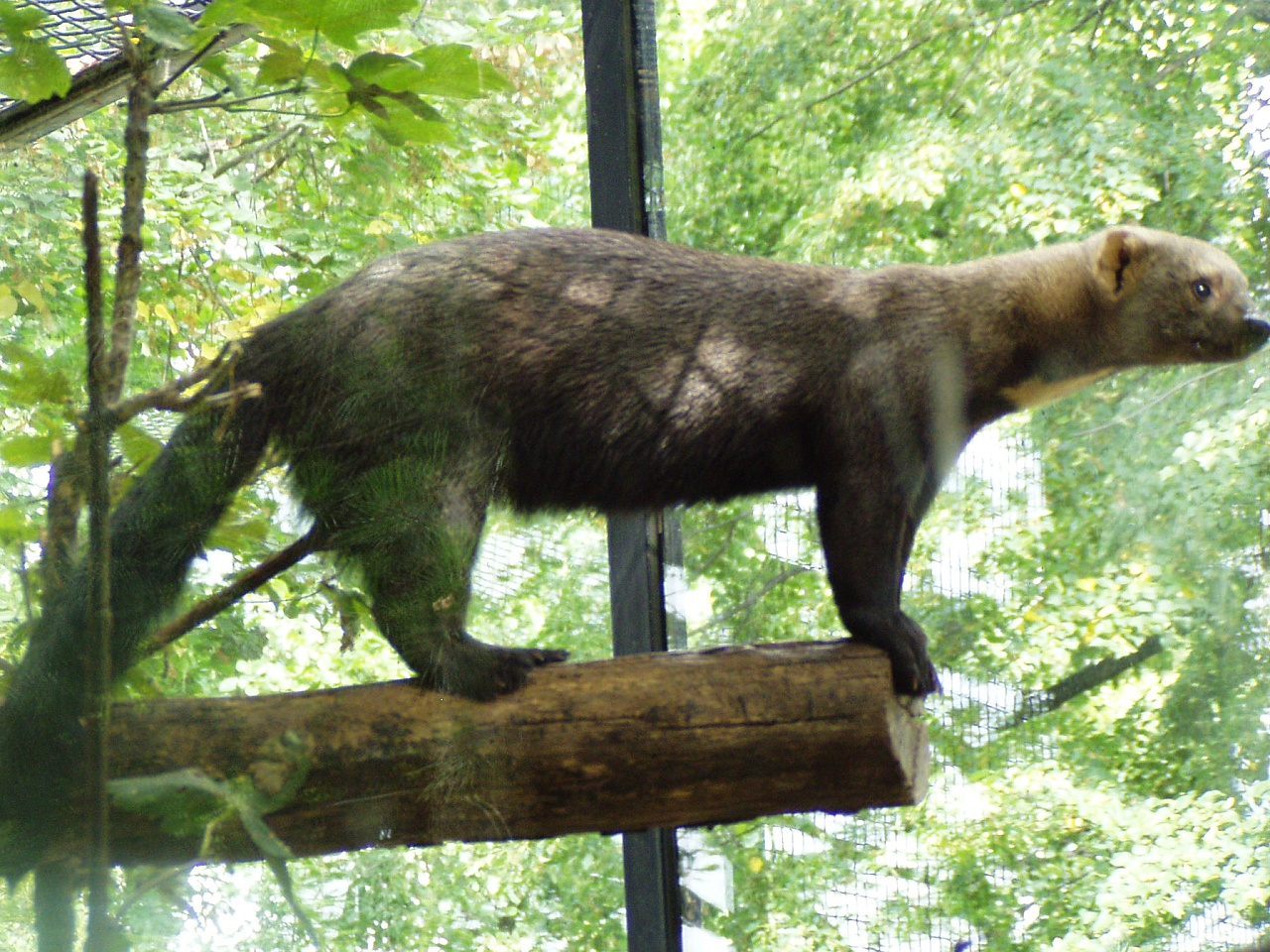
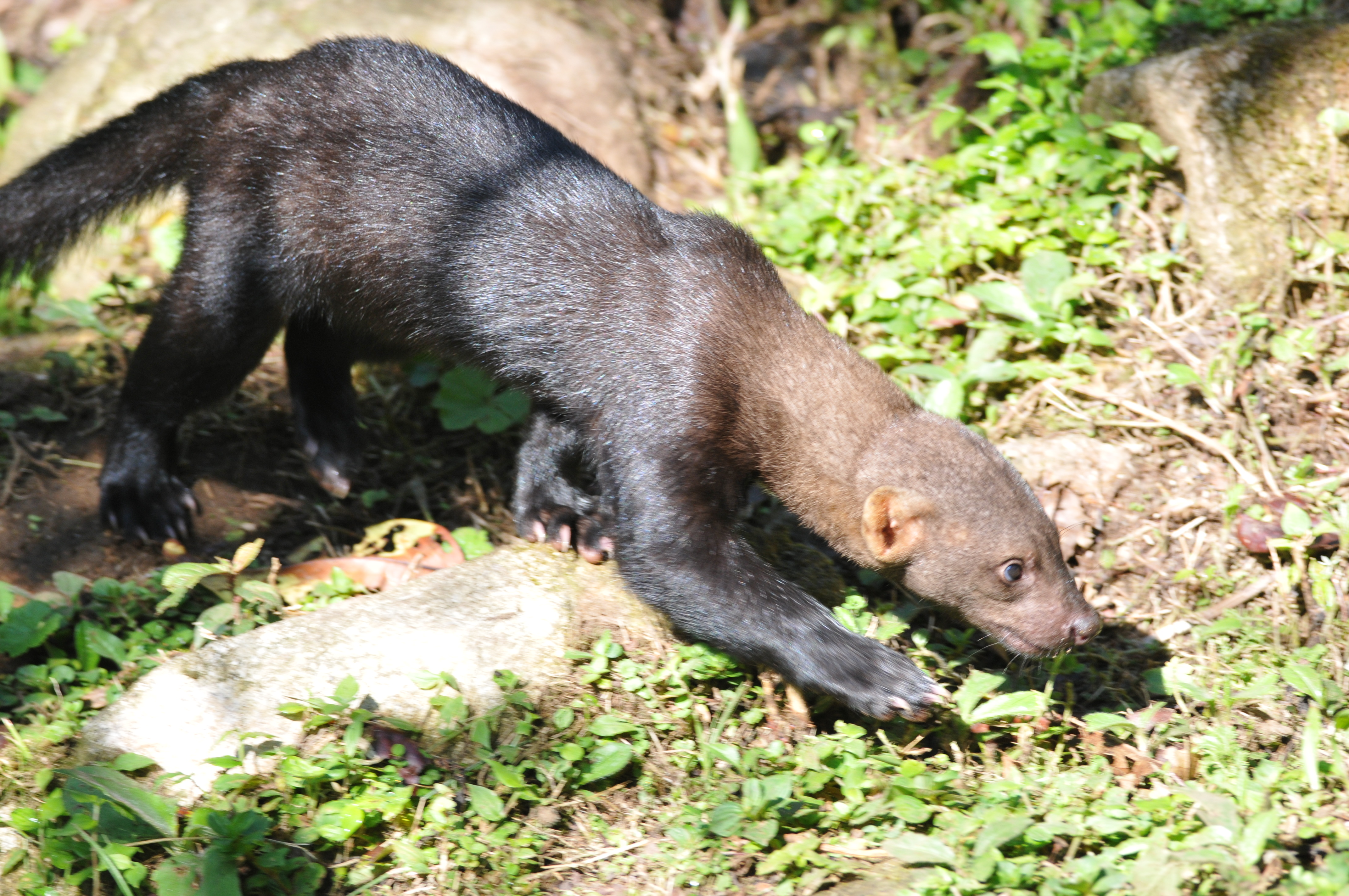
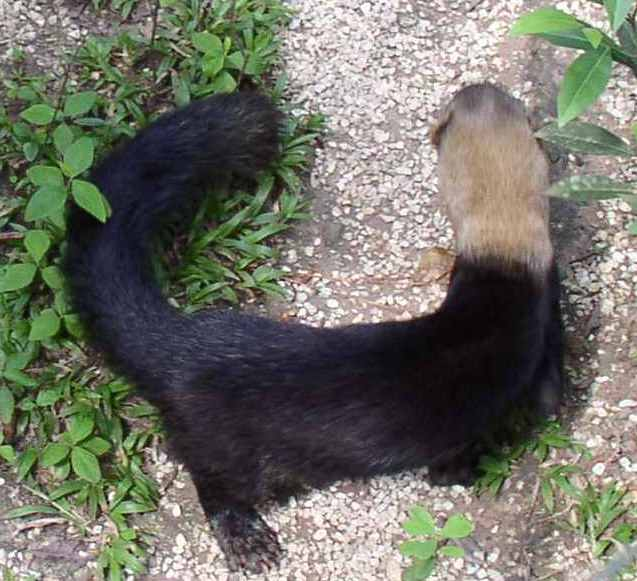